# (52963) Vercingetorix
(52963) Vercingetorix ist ein Asteroid des Hauptgürtels, der am 15. Oktober 1998 im Rahmen der OCA-DLR Asteroid Survey am Observatoire de Calern (IAU-Code 910) nördlich der Stadt Grasse in Südfrankreich entdeckt wurde.
Der Asteroid wurde am 25. September 2018 nach dem Fürsten der gallisch-keltischen Arverner Vercingetorix (* ca. 82 v. Chr.; † 46 v. Chr.) benannt, der 52 v. Chr. fast alle gallischen Völker zu dem letzten allgemeinen, aber erfolglosen Versuch vereinigte, ihre Unabhängigkeit gegen den Eroberer Gaius Iulius Caesar zu verteidigen.